# Corycaeus erythraeus
Corycaeus erythraeus is een eenoogkreeftjessoort uit de familie van de Corycaeidae. De wetenschappelijke naam van de soort is voor het eerst geldig gepubliceerd in 1904 door Cleve.